# Ma Yuan

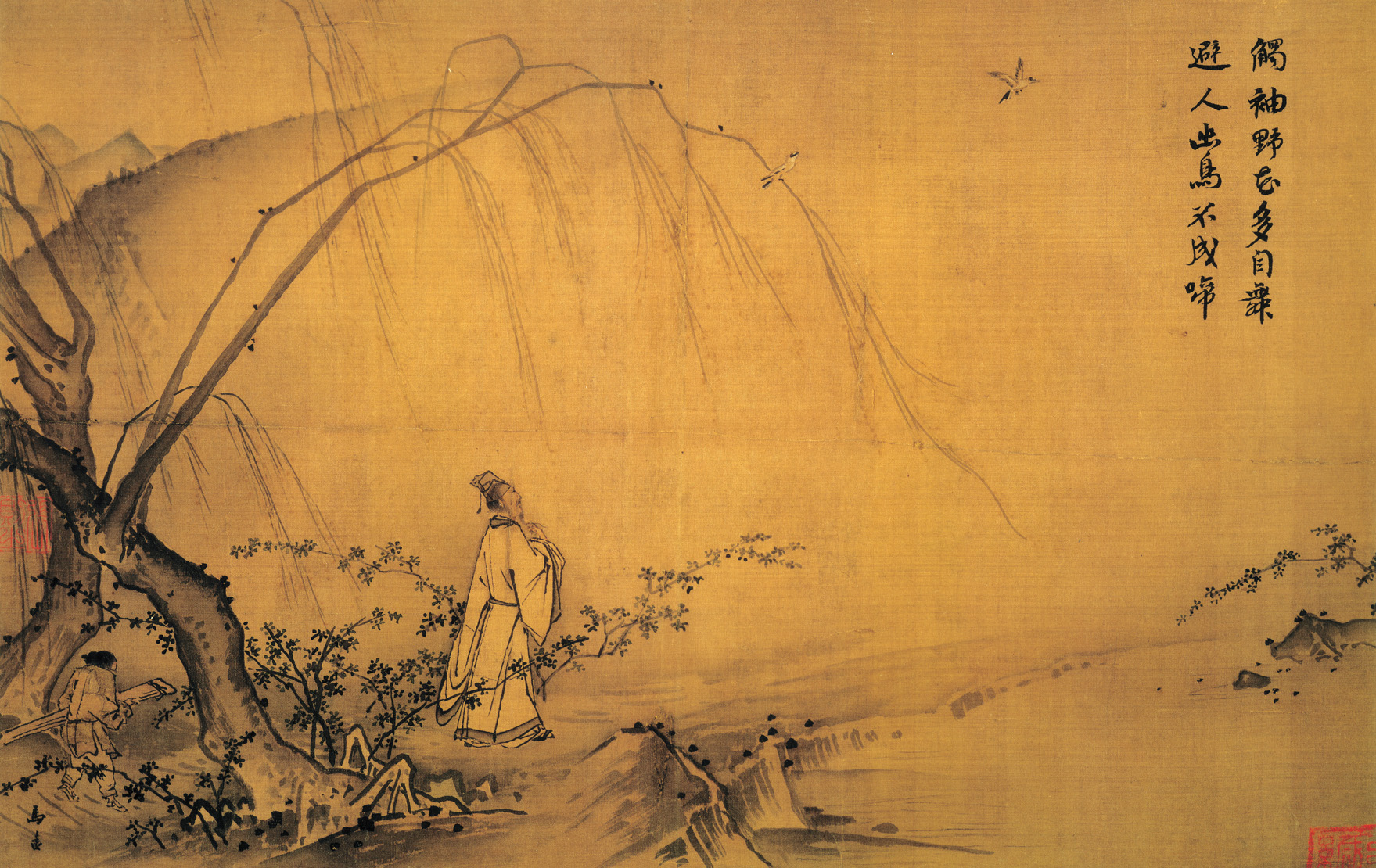
Seguindo o caminho na primavera, de Ma Yuan

Ma Yuan (马远）(1190 - 1279) foi um pintor chinês, junto com Xia Gui, considerado o fundador da Escola Ma-Xia.  
Era integrante de uma família de escravos com tradições entre os pintores da corte, trabalhou para os imperadores da dinastia Song. O artista originário de Shanxi, nasceu em uma antiga família de pintores profissionais pittori e foi agraciado com um «cinturão de ouro» pela Academia Song do Sul de Hangchow. Seu avô, Ma Fen foi pintor no palco de Northern Song no século XII. Seu pai, Ma Shirong e o avô Ma Xingzu foram pintores em Southern Song, na cidade de Hangzhou. Ma Yuan foi pintor do Imperador Ningzong no ano de 1189. Ele faleceu em 1225. Seu filho, Ma Lin, foi seu sucessor e o último pintor da família.

## Obra
Entre as pinturas de Ma Yuan, geralmente feitas com nanquim chinês e tinta colorida, destacam-se Tocando o alaúde sob a luz da Lua (Gu Gong) e Paisagem com salgueiro (Boston). É um pintor muito versátil, conhecido por pergaminhos de paisagens. Tem inspiração em Li Tang. Desenvolveu um estilo marcado por elementos decorativos. Uma característica de suas obras é a composição "de um canto". Nessa técnica, os elementos reais se dispõe em uma das laterais, deixando o outro espaço vazio.
Possui trabalhos de pinturas de flores no National Palace Museum, Taipei, pinturas de montanhas no Museu do Palácio de Pequim, e pintiras do mestre do Zen em Tenryū-ji, Quioto.Na história da Ciência e Tecnologia Chinesa Ma Yuan é estudado por ser o primeiro a descrever um carretel de pesca em arte. 